# サンドラ・ロマン

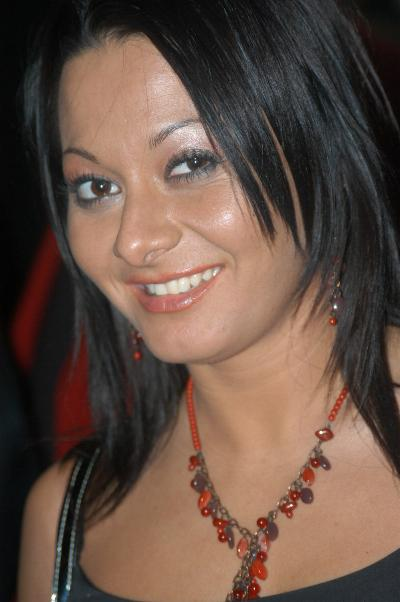
サンドラ・ロマン

サンドラ・ロマン（Sandra Romain、 1978年3月26日 - ）は、ルーマニアのポルノ女優。ティミショアラ出身。